# Първо справедливост
„Първо справедливост“ (на испански: Primero Justicia) е центристко-лява политическа партия във Венецуела, чиято политическа идеология е третият път.
Създадена е през 1992 година като гражданска организация, подкрепяща реформа на съдебната система, а през 2000 година е преобразувана в политическа партия. Същата година влиза в парламента, а през 2005 година бойкотира изборите, заедно с голяма част от опозицията срещу режима на Уго Чавес. През 2015 година е основна част от коалицията Кръгла маса на демократичното единство, спечелила парламентарните избори с 56% от гласовете, и получава 33 от 165 места в Националното събрание.